# Diglutamate de calcium
Le diglutamate de calcium, d'abréviation CDG, en anglais calcium diglutamate et aussi appelé glutamate de calcium, est un composé chimique de formule Ca(C5H8NO4)2. C'est le sel de calcium de l'acide glutamique. C'est un exhausteur de goût chimique et additif alimentaire (numéro E: E623) — c'est l’équivalent du glutamate monosodique (GSM). Car l'acide glutamique est l'exhausteur de goût se trouvant sous forme naturelle et le glutamate est la version chimique, additif alimentaire et exhausteur de goût, CDG a les mêmes propriétés d'exhausteur de goût que le GSM, mais sans augmenter la charge en sodium. C'est une source d'ions calcium solubles, qui est utilisé en premiers secours pour traiter l'exposition à l'acide fluorhydrique.